# Mîhivka, Dunaiivți
Mîhivka (în ucraineană Михівка) este un sat în așezarea urbană Smotrîci din raionul Dunaiivți, regiunea Hmelnîțkîi, Ucraina.

## Demografie
Componența lingvistică a localității Mîhivka
     Ucraineană (98,56%)
     Rusă (1,44%)
Conform recensământului din 2001, majoritatea populației localității Mîhivka era vorbitoare de ucraineană (98,56%), existând în minoritate și vorbitori de rusă (1,44%).